# Bitwa o Aleksandrię (1807)
Bitwa o Aleksandrię – starcie zbrojne, które miało miejsce w roku 1807 podczas wojny angielsko-tureckiej (1807–1809). 

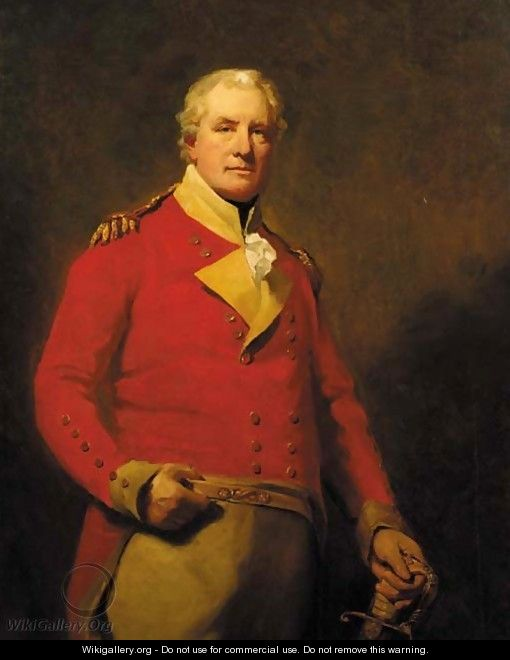
Alexander Mackenzie Fraser

W roku 1807 8-tysięczny brytyjski korpus ekspedycyjny pod wodzą gen. Aleksandra Frasera wkroczył do należącego do Turcji Egiptu, zajmując dnia 17 marca Aleksandrię. Cztery dni później pod Rosettą doszło do bitwy z wojskami namiestnika Egiptu Muhammada Alego, w której Brytyjczycy zostali pokonani, tracąc 1000 żołnierzy. W tej sytuacji Fraser z resztą wojsk oszańcował się w Aleksandrii i po półrocznym oblężeniu skapitulował. Dnia 14 września na mocy układu z Muhammadem, Fraser z resztą żołnierzy odpłynął do kraju. 